# Тепе (Словения)
Вижте пояснителната страница за други значения на Тепе.
Тепе (на словенски: Tepe) е село в Словения, регион Средна Словения, община Лития.
Според Националната статистическа служба на Република Словения през 2015 г. селото има 190 жители.